# Clinique ouverte
 (janvier 2023).
Si vous disposez d'ouvrages ou d'articles de référence ou si vous connaissez des sites web de qualité traitant du thème abordé ici, merci de compléter l'article en donnant les références utiles à sa vérifiabilité et en les liant à la section « Notes et références ».
Les cliniques ouvertes sont des structures spécifiques d'hospitalisation en France, dans lesquelles des médecins, des spécialistes ou des sages femmes libéraux peuvent dispenser des soins aux malades qui s'adressent à eux.
Créées au début du XXe siècle, ces structures peuvent concerner toutes les activités de l'établissement, avec ou sans hébergement. Mais cela n'est pas obligatoire. Ce type de structure est soumis à décision des agences régionales de santé (ARS) pour une durée déterminée.